# 이국진
이국진(李國鎭, 1905.12.23 ~ 1980.8.10)은 만주 동북항일연군 출신으로 해방후 북한의  최고검찰소 검사총장, 최고재판소장 등을 지냈다.

## 생애
이국진의 주요 경력은 아래와 같다.
- 1905년 함경북도 경성군 매향리에서 출생.
- 1928년 만주에서 공청에 가입하여 지하공작원으로 활동
- 1931년 훈춘현 농민협회 책임자로 활동하면서 추수투쟁에 참가
- 1932년 항일 유격대에 입대. 동북인민혁명군, 동북항일연군에 소속하여 항일무장투쟁을 벌임.
- 1932년 중대정치지도원 역임
- 영안현 당지부서기, 당조직지도원
- 1953년 9월 북한 역사박물관 관장
- 1962년 4월 중앙당학교 당 중앙위 부부장, 최고검찰소 검사총장
- 1966년 당 중앙위 행정부장 겸 최고재판소 소장
- 1966년 9월 당 중앙위 비서 겸 부장
- 1970년 1월 중앙역사박물관 관장
- 1961년 9월 ~ 1970년 10월  조선노동당 중앙위원회 위원, 정치국 후보위원
- 1967년 ~ 1972년 북한최고인민회의 대의원을 지냄.
- 묘는 애국열사릉에 있다.